# Championnat du monde féminin de volley-ball 2002
Navigation
Japon 1998 Japon 2006
Le Championnat du monde féminin de Volley-ball 2002 s'est déroulé en Allemagne

## Podium final
| Médaille           | Pays       |
| ------------------ | ---------- |
| Médaille d'or      | Italie     |
| Médaille d'argent  | États-Unis |
| Médaille de bronze | Russie     |

### Équipes participantes et groupes
| Groupe A Bulgarie République tchèque Allemagne Italie Japon Mexique | Groupe B Canada Cuba Égypte Corée du Sud Pays-Bas Roumanie | Groupe C Argentine République dominicaine Kenya Porto Rico Russie États-Unis | Groupe D Australie Brésil Chine Grèce Pologne Thaïlande |

Les trois premiers de chaque groupe se qualifient pour le 2e. Les 12 équipes qualifiées sont divisées en 3 groupes de 4 dont les 2 premiers de chaque groupe, ainsi que les 2 meilleurs 2e disputent des quarts de finale.

### Premier tour

#### Groupe A
- 1re journée 30/08

Italie - Japon : 3 - 0 (25-11 26-24 25-21)
Allemagne - République Tchèque : 3 - 2 (25-20 28-30 25-22 25-27 15-13)
Bulgarie - Mexique : 3 - 0 (25-22 25-16 25-17)
- 2e journée 31/08

Allemagne - Japon : 3 - 1 (25-21 25-19 25-27 25-21)
Italie - Mexique : 3 - 0 (25-17 25-13 25-19)
Bulgarie - République Tchèque : 3 - 0 (25-19 25-23 25-9)
- 3e journée 01/09

Japon - Mexique : 3 - 0 (25-13 25-16 25-11)
Bulgarie - Allemagne : 3 - 0 (26-24 25-23 25-20)
Italie - République Tchèque : 3 - 0 (25-18 25-21 25-22)
- 4e journée 02/09

Japon - Bulgarie : 3 - 1 (16-25 25-22 25-20 25-22)
République Tchèque - Mexique : 3 - 2 (23-25 23-25 25-19 25-18 19-17)
Italie - Allemagne : 3 - 0 (25-18 31-29 25-22)
- 5e journée 03/09

République Tchèque - Japon : 3 - 1 (25-23 21-25 25-21 25-23)
Italie - Bulgarie : 3 - 0 (25-18 25-16 25-19)
Allemagne - Mexique : 3 - 0 (25-13 25-14 25-19)
- Classement

| Rang | Pays               | Pts | V | D | Sp | Sc | Diff |
| ---- | ------------------ | --- | - | - | -- | -- | ---- |
| 1    | Italie             | 10  | 5 | 0 | 15 | 0  | 15   |
| 2    | Bulgarie           | 8   | 3 | 2 | 10 | 6  | 4    |
| 3    | Allemagne          | 8   | 3 | 2 | 9  | 9  | 0    |
| 4    | République tchèque | 7   | 2 | 3 | 8  | 12 | -4   |
| 5    | Japon              | 6   | 1 | 4 | 6  | 10 | -4   |
| 6    | Mexique            | 5   | 0 | 5 | 2  | 15 | -13  |

#### Groupe B
- 1re journée

Pays-Bas - Roumanie : 3 - 1 (25-22 25-19 27-29 25-16)
Canada - Égypte : 3 - 0 (25-9 25-23 25-12)
Corée du Sud - Cuba : 3 - 2 (25-20 18-25 20-25 25-21 15-12)
- 2e journée

Pays-Bas - Égypte : 3 - 0 (25-12 25-13 25-13)
Cuba - Canada : 3 - 2 (22-25 25-22 21-25 25-14 15-10)
Corée du Sud - Roumanie : 3 - 1 (25-17 25-21 22-25 25-22)
- 3e journée

Cuba - Pays-Bas : 3 - 0 (25-19 25-19 25-20)
Corée du Sud - Canada : 3 - 0 (25-11 25-19 25-15)
Roumanie - Égypte : 3 - 0 (25-14 25-13 25-14)
- 4e journée

Corée du Sud - Pays-Bas : 3 - 0 (25-23 25-18 25-22)
Cuba - Égypte : 3 - 0 (25-11 25-13 25-13)
Roumanie - Canada : 3 - 0 (25-21 25-18 25-22)
- 5e journée

Corée du Sud - Égypte : 3 - 0 (25-13 25-10 25-15)
Cuba - Roumanie : 3 - 0 (25-18 25-21 25-23)
Pays-Bas - Canada : 3 - 0 (25-18 25-21 25-23)
- Classement

| Rang | Pays         | Pts | V | D | Bp | Bc | Diff |
| ---- | ------------ | --- | - | - | -- | -- | ---- |
| 1    | Corée du Sud | 10  | 5 | 0 | 15 | 3  | 6    |
| 2    | Cuba         | 9   | 4 | 1 | 14 | 5  | 9    |
| 3    | Pays-Bas     | 8   | 3 | 2 | 9  | 7  | 2    |
| 4    | Roumanie     | 7   | 2 | 3 | 8  | 9  | -1   |
| 5    | Canada       | 6   | 1 | 4 | 5  | 12 | -7   |
| 6    | Égypte       | 5   | 0 | 5 | 0  | 15 | -15  |

#### Groupe C
- 1re journée

Porto Rico - Kenya : 3 - 1 (25-18 19-25 25-14 25-23)
États-Unis - Argentine : 3 - 0 (25-21 25-23 25-21)
Russie - République dominicaine : 3 - 1 (25-11 21-25 25-18 25-18)
- 2e journée

Argentine - Kenya : 3 - 0 (25-14 25-22 25-20)
États-Unis - Russie : 3 - 2 (22-25 25-22 25-23 19-25 15-8)
Porto Rico - République dominicaine : 3 - 0 (25-19 28-26 25-22)
- 3e journée

Porto Rico - Argentine : 3 - 2 (23-25 25-23 25-19 17-25 15-13)
États-Unis - République dominicaine : 3 - 0 (25-22 25-17 25-21)
Russie - Kenya : 3 - 0 (25-14 25-15 25-15)
- 4e journée

République dominicaine - Kenya : 3 - 0 (25-20 25-20 25-21)
Russie - Argentine : 3 - 0 (25-16 25-10 25-18)
États-Unis - Porto Rico : 3 - 0 (25-13 27-25 25-19)
- 5e journée

États-Unis - Kenya : 3 - 0 (25-19 25-17 25-13)
Russie - Porto Rico : 3 - 0 (25-9 25-13 25- 8)
République dominicaine - Argentine : 3 - 0 (25-20 26-24 25-15)
- Classement

| Rang | Pays                   | Pts | V | D | Bp | Bc | Diff |
| ---- | ---------------------- | --- | - | - | -- | -- | ---- |
| 1    | États-Unis             | 10  | 5 | 0 | 15 | 2  | 13   |
| 2    | Russie                 | 9   | 4 | 1 | 14 | 4  | 10   |
| 3    | Porto Rico             | 8   | 3 | 2 | 9  | 11 | -2   |
| 4    | République dominicaine | 7   | 2 | 3 | 8  | 9  | -1   |
| 5    | Argentine              | 6   | 1 | 4 | 5  | 12 | -7   |
| 6    | Kenya                  | 5   | 0 | 5 | 1  | 15 | -14  |

#### Groupe D
- 1re journée

Brésil - Pologne : 3 - 0 (25-18 25-19 25-18)
Chine - Australie : 3 - 0 (25-12 25-18 25-16)
Grèce - Thailande : 3 - 0 (25-19 25-18 25-23)
- 2e journée

Chine - Brésil : 3 - 1 (25-23 23-25 25-17 25-23)
Pologne - Thailande : 3 - 0 (25-23 25-23 25-17)
Grèce - Australie : 3 - 1 (25-18 25-20 19-25 25-19)
- 3e journée

Chine - Thailande : 3 - 1 (25-20 25-16 21-25 25-9)
Brésil - Australie : 3 - 0 (25-19 25-17 26-24)
Grèce - Pologne : 3 - 2 (33-31 16-25 25-23 25-27 16-14)
- 4e journée

Brésil - Grèce : 3 - 0 (25-18 25-12 25-23)
Thailande  - Australie : 3 - 1 (25-18 21-25 25-17 25-16)
Chine - Pologne : 3 - 0 (25-20 25-19 25-18)
- 5e journée

Brésil - Thailande : 3 - 0 (25-22 25-13 25-19)
Grèce - Chine : 3 - 0 (25-20 25-22 25-21)
Pologne - Australie : 3 - 0 (26-24 25-22 25-14)
- Classement

| Rang | Pays      | Pts | V | D | Bp | Bc | Diff |
| ---- | --------- | --- | - | - | -- | -- | ---- |
| 1    | Brésil    | 9   | 4 | 1 | 13 | 3  | 10   |
| 2    | Chine     | 9   | 4 | 1 | 12 | 5  | 7    |
| 3    | Grèce     | 9   | 4 | 1 | 12 | 6  | 6    |
| 4    | Pologne   | 7   | 2 | 3 | 8  | 9  | -1   |
| 5    | Thaïlande | 6   | 1 | 4 | 4  | 14 | -10  |
| 6    | Australie | 5   | 0 | 5 | 2  | 15 | -13  |

### Deuxième tour

#### Groupe E
à Brèmes
- 1re journée

Cuba - Grèce : 3 - 1 (19-25 25-21 25-15 25-18)
Russie - Italie : 3 - 2 (25-18 24-26 25-17 21-25 15-13)
- 2e journée

Russie - Grèce : 3 - 0 (25-21 28-26 25-17)
Cuba - Italie : 3 - 1 (2-30 17-25 25-22 26-24)
- 3e journée

Italie -  Grèce : 3 - 0 (25-14 25-23 25-16)
Russie - Cuba : 3 - 1 (22-25 25-19 25-15 25-17)
- Classement

| Rang | Pays   | Pts | V | D | Bp | Bc | Diff |
| ---- | ------ | --- | - | - | -- | -- | ---- |
| 1    | Russie | 6   | 3 | 0 | 9  | 3  | 6    |
| 2    | Cuba   | 5   | 2 | 1 | 7  | 5  | 2    |
| 3    | Italie | 4   | 1 | 2 | 6  | 6  | 0    |
| 4    | Grèce  | 3   | 0 | 3 | 1  | 9  | -8   |

#### Groupe F
à Stuttgart
- 1re journée

Chine - Bulgarie : 3 - 0 (25-22 25-15 25-19)
Corée du Sud - Porto Rico : 3 - 0 (25-14 25-12 25-17)
- 2e journée

Chine - Porto Rico : 3 - 0 (25-13 25-14 25-14 )
Bulgarie - Corée du Sud : 3 - 1 (19-25 28-26 25-14 25-16)
- 3e journée

Bulgarie - Porto Rico : 3 - 0 (25-15 25-16 25-17)
Corée du Sud - Chine : 3 - 0 (25-22 25-21 25-23)
- Classement

| 1 | Corée du Sud | 5 | 2 | 1 | 7 | 3 | 4  |
| 2 | Chine        | 5 | 2 | 1 | 6 | 3 | 3  |
| 3 | Bulgarie     | 5 | 2 | 1 | 6 | 4 | 2  |
| 4 | Porto Rico   | 3 | 0 | 3 | 3 | 9 | -9 |

#### Groupe G
à Riesa
- 1re journée

États-Unis - Brésil : 3 - 0 (25-20 25-21 26-24)
Pays-Bas - Allemagne : 3 - 1 (18-25 28-26 25-17 25-23)
- 2e journée

Brésil - Allemagne : 3 - 0 (25-20 25-23 25-22)
États-Unis - Pays-Bas : 3 - 2 (25-15 18-25 25-17 21-25 15-13)
- 3e journée

Brésil - Pays-Bas: 3 - 1 (25-17 17-25 26-24 25-14)
États-Unis - Allemagne : 3 - 0 (28-26 25-20 27-25)
- Classement

| Rang | Pays       | Pts | V | D | p | c | Diff |
| ---- | ---------- | --- | - | - | - | - | ---- |
| 1    | États-Unis | 6   | 3 | 0 | 9 | 2 | 7    |
| 2    | Brésil     | 5   | 2 | 1 | 6 | 4 | 2    |
| 3    | Pays-Bas   | 4   | 1 | 2 | 5 | 7 | -2   |
| 4    | Allemagne  | 3   | 0 | 3 | 1 | 9 | -9   |

### Quarts de finale( mercredi 11 septembre )
à Stuttgart et Brèmes
États-Unis - Cuba : 3 - 0 (25-22 25-15 25-21)
Russie - Bulgarie : 3 - 0 (25-13 25-21 25-19)
Chine - Brésil : 3 - 2 (25-19 21-25 23-25 25-15 15-9)
Italie - Corée du sud : 3 - 0 (25-20 25-22 25-19)

### Demi-finales place de5eà8e
Cuba - Bulgarie : 3 - 2  (24-26 27-29 25-16 28-26 15-9)
Corée du Sud - Brésil : 3 - 2 (25-23 19-25 25-22 21-25 15-8)

### Match de7eplace
Brésil - Bulgarie : 3 - 0 (25-22 25-22 25-21)

### Match de5eplace
Cuba - Corée du Sud : 3 - 2 (21-25 25-19 25-11 22-25 15-10)

### Demi-finales( vendredi 13 septembre à Berlin )
Italie - Chine : 3 - 1 (25-21 25-20 21-25 25-23)
Russie - États-Unis :  2- 3 (21-25 25-23 25-20 21-25 15-8)

### Match de3eplace( dimanche 15 septembre à Berlin )
Russie - Chine : 3 - 1 ( 25-20 ; 21-25 ; 25-23 ; 25-16 )

### Finale( dimanche 15 septembre à Berlin)
Italie -  États-Unis : 3 - 2 ( 18-25 ; 25-18 ; 25-16 ; 22-25 ; 15-11 )

## Récompenses individuelles
- MVP : Elisa Togut
- Prix du Fair Play : Paola Cardullo
- Meilleure attaquante: Elizaveta Tichtchenko
- Meilleure marqueuse : Yumilka Ruiz
- Meilleure contreuse : Danielle Scott
- Meilleure passeuse : Marcelle Rodrigues
- Meilleure défenseur : Koo Ki-Lan
- Meilleure réceptionneuse : Koo Ki-Lan
- Meilleure serveuse : Nancy Carillo